# 児玉宗之丞日記
『児玉宗之丞日記』（こだま そうのじょう にっき）は、所崎平の書籍。2011年に上巻、2012年下巻がそれぞれ発行された。副題は「明治の生活がよくわかる」

## 解説
鹿児島士族・児玉宗之丞実則の明治11年から明治26年までの日記を全文転載の上、現代語訳をつけ、児玉の日記を解析し明治の一般庶民がどのように日常を暮らしたかについて明らかにしたものである。
児玉は薩摩藩の中級武士で代々薩摩藩の書役の家柄だが、幕末のなかで父は天璋院のお供（警護役）を務め、児玉自身は島津久光の護衛を務め薩英戦争では島津久光の本営に詰める。明治維新後は鹿児島県の役人（書記）になるが、決して高級官僚ではなく平凡な官吏である。児玉の実弟は床次正精、甥に床次竹二郎がいる。
児玉は明治11年から日記を付け始める。そこには明治の役人の平凡な生活が書かれ、それを子細に読み解くことで明治の日本人の暮らしがわかってくる。
著者は長年中高で国語教諭を務めた後、専門学校や国際大学生涯教育講座で教鞭をとり、2012年現在は鹿児島民俗学会代表やいちき串木野市文化財保護審議委員会会長などを務めている所崎平（ところざき たいら）。自費出版だがこの本は南日本新聞社主催第39回南日本出版文化賞を受賞。

## 書籍情報
児玉宗之丞日記ー明治の生活がよくわかるー
- 上巻（明治11年‐明治18年) 2011年発行 397頁26cm ISBN 978-4-86074-175-4
- 下巻（明治19年‐明治26年) 2012年発行 434頁26cm ISBN 978-4-86074-191-4